# Юрмат
Юрмат (фр. Urmatt) — коммуна на северо-востоке Франции в регионе Гранд-Эст (бывший Эльзас — Шампань — Арденны — Лотарингия), департамент Нижний Рейн, округ Мольсем, кантон Мюциг. До марта 2015 года коммуна административно входила в состав кантона Мольсем (округ Мольсем).
Площадь коммуны — 13,83 км², население — 1427 человек (2006) с тенденцией к росту: 1487 человек (2013), плотность населения — 107,5 чел/км².

## Население
Население коммуны в 2011 году составляло 1461 человек, в 2012 году — 1474 человека, а в 2013-м — 1487 человек.
| 1962 | 1968 | 1975 | 1982 | 1990 | 1999 | 2006 | 2008 | 2011 | 2012 | 2013 |
| ---- | ---- | ---- | ---- | ---- | ---- | ---- | ---- | ---- | ---- | ---- |
| 980  | 1042 | 1092 | 1121 | 1243 | 1357 | 1427 | 1447 | 1461 | 1474 | 1487 |

Динамика населения:

## Экономика
В 2010 году из 911 человек трудоспособного возраста (от 15 до 64 лет) 689 были экономически активными, 222 — неактивными (показатель активности 75,6 %, в 1999 году — 70,9 %). Из 689 активных трудоспособных жителей работали 656 человек (366 мужчин и 290 женщин), 33 числились безработными (14 мужчин и 19 женщин). Среди 222 трудоспособных неактивных граждан 70 были учениками либо студентами, 80 — пенсионерами, а ещё 72 — были неактивны в силу других причин.

## Достопримечательности (фотогалерея)

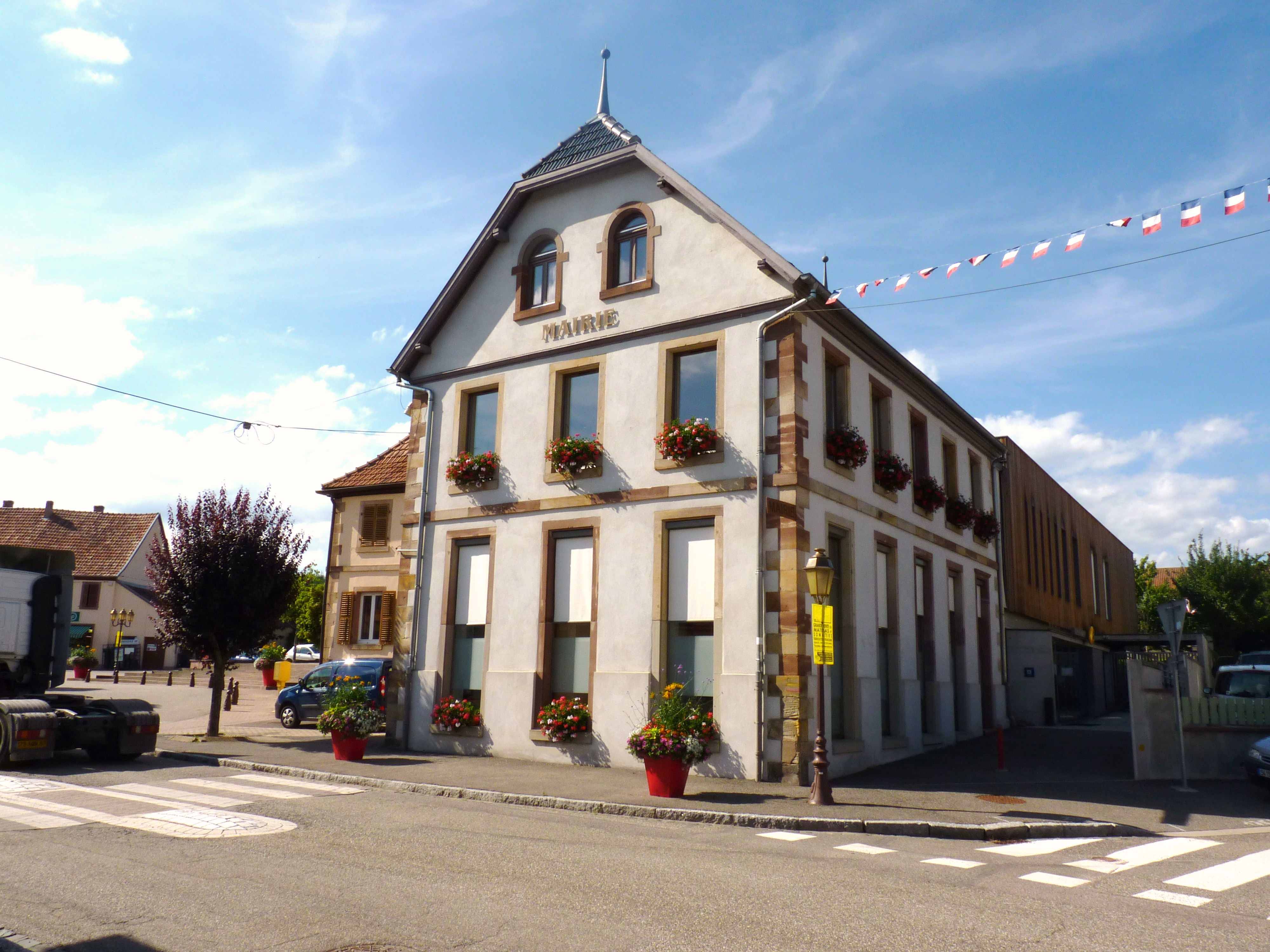
Здание мэрии
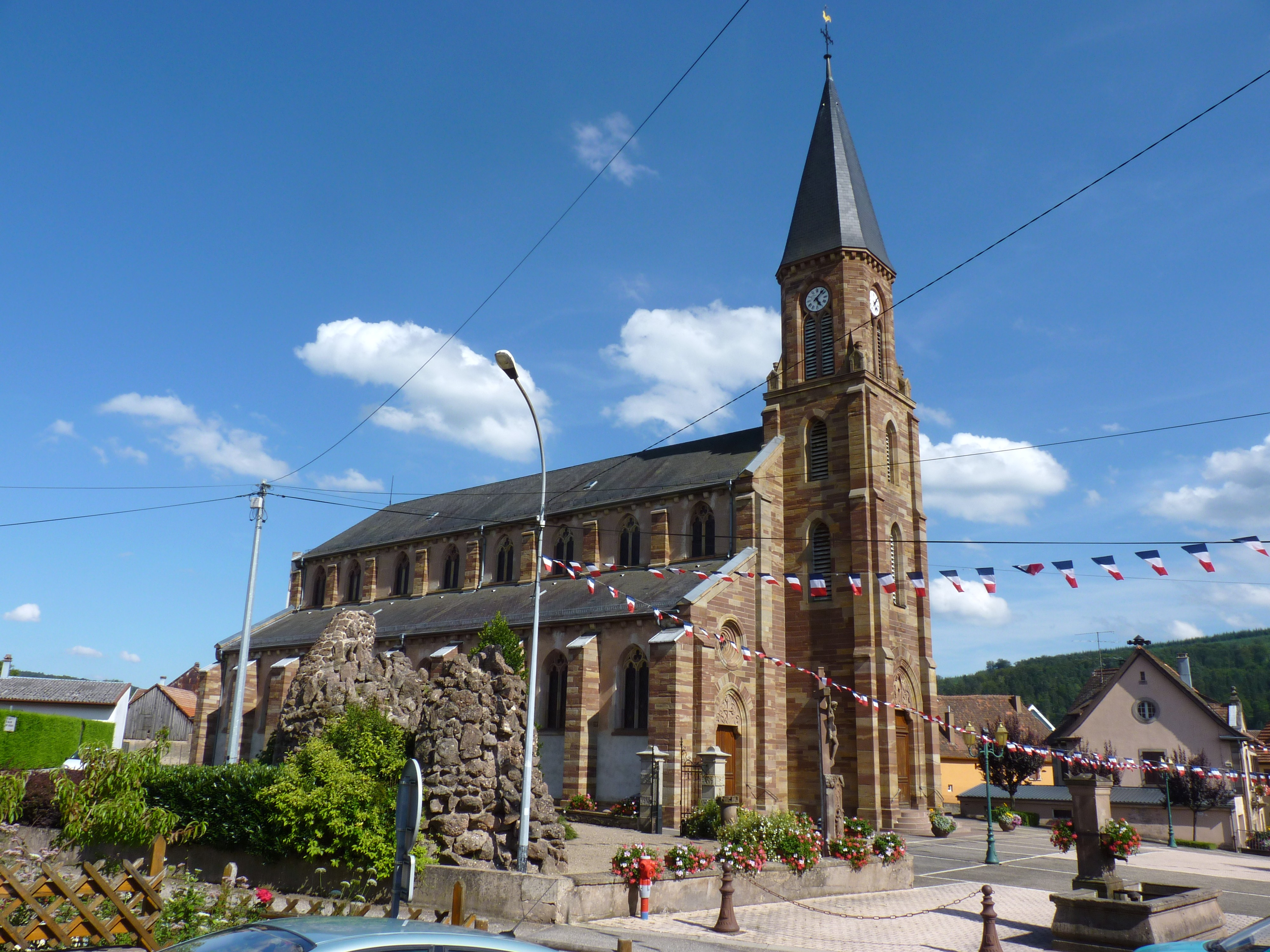
Церковь Сен-Круа
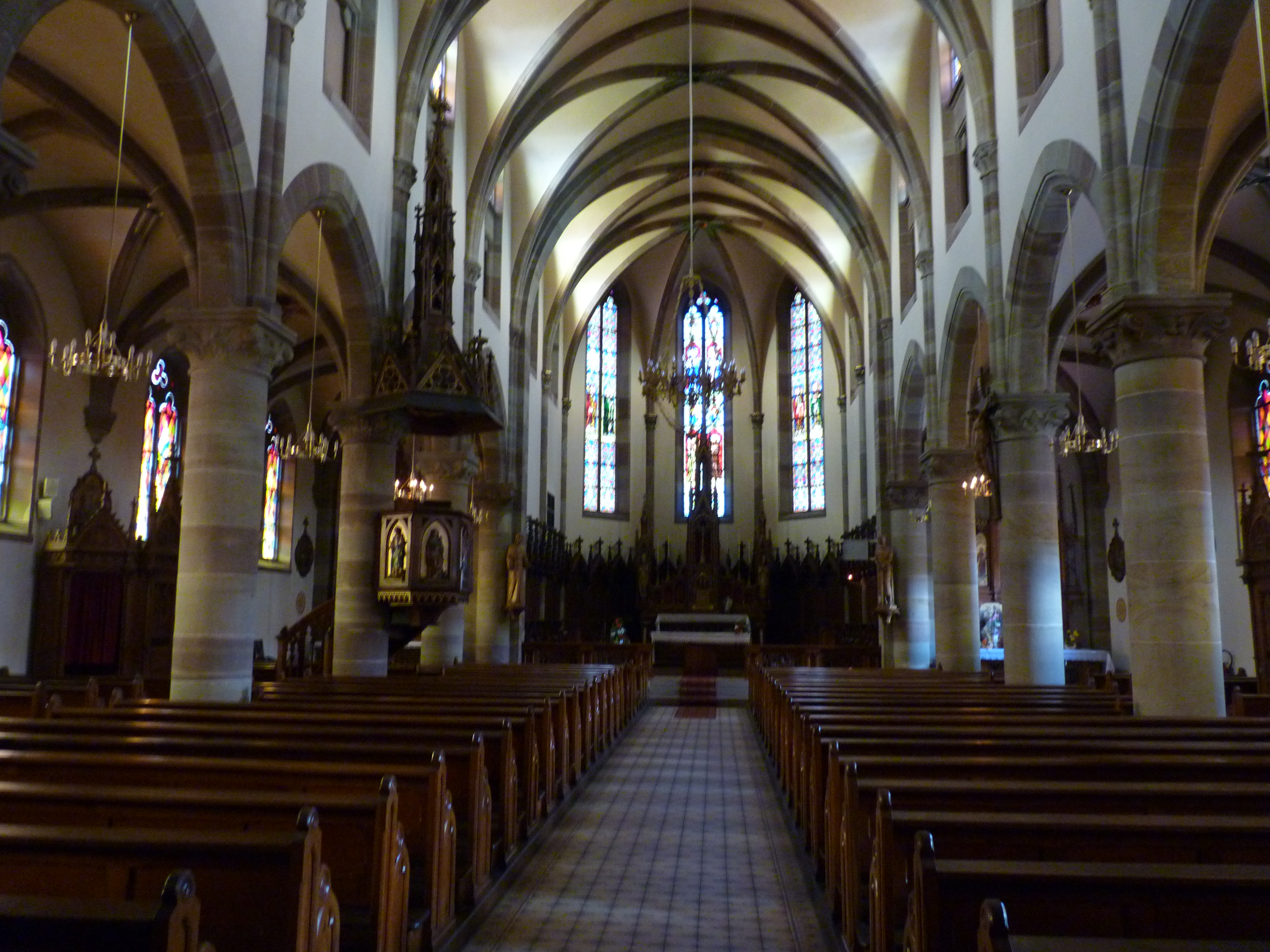
Интерьер, вид на алтарь
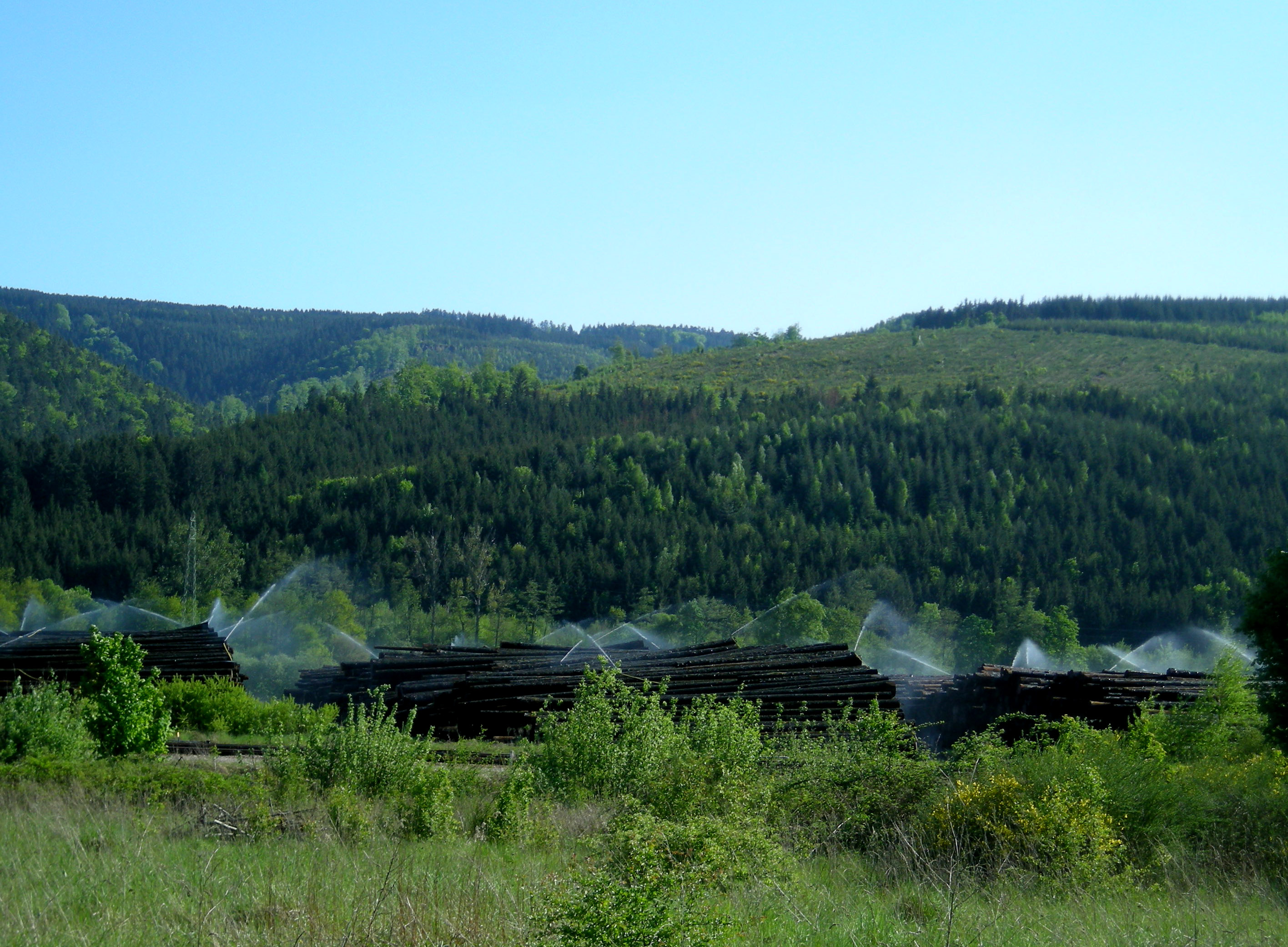
Орошение пиломатериалов